# Championnat d'Espagne de rugby à XV 2017-2018
Navigation
División de Honor 2016-2017 División de Honor 2018-2019
Le championnat d'Espagne de rugby à XV 2017-2018, qui porte le nom de Liga Heineken 2017-2018 de son sponsor du moment, est une compétition de rugby à XV qui oppose les douze meilleurs des clubs espagnols. La compétition commence le 15 septembre 2017 et se termine par une finale le 26 mai 2018.
Le championnat se déroule en deux temps : une première phase dite régulière en match aller-retour où toutes les équipes se rencontrent deux fois et une phase finale à élimination directe. Les six premières équipes du classement à l'issue de la phase régulière sont qualifiées pour les playoffs. Les deux premières équipes du classement sont directement qualifiées pour les demi-finales alors que les équipes classées de la troisième à la sixième place s'affrontent en barrage pour l'attribution des deux places restantes dans le dernier carré.

## Participants
Les 12 équipes de la División de Honor sont :
| Alcobendas Barcelone Cisneros Gernika Getxo Hernani Santander Ordizia El Salvador Santboiana Valladolid La Vila |

| Équipe                     | Stade                              | Ville                 |
| -------------------------- | ---------------------------------- | --------------------- |
| Club Alcobendas Rugby      | Las Terrazas                       | Alcobendas            |
| Ampo Ordizia RE            | Stade municipal d'Altamira         | Ordizia               |
| Bathco Independiente Rugby | Mies de Cozada                     | Santander             |
| Bizkaia Gernika RT         | Urbieta                            | Guernica              |
| Complutense Cisneros       | Central de la Ciudad Universitaria | Madrid                |
| Club de Rugby La Vila      | Campo de El Pantano                | La Vila Joiosa        |
| El Salvador Rugby          | Stade Pepe-Rojo                    | Valladolid            |
| FC Barcelone               | La Teixonera                       | Barcelone             |
| Getxo Artea RT             | Centre sportif de Fadura           | Getxo                 |
| Hernani CRE (es)           | Landare Toki                       | Hernani               |
| UE Santboiana              | Estadi Baldiri Aleu                | Sant Boi de Llobregat |
| Valladolid RAC             | Stade Pepe-Rojo                    | Valladolid            |

## Résumé des résultats

### Classement de la phase régulière
| Rang | Club               | J  | V  | N | D  | Bo | Bd | Pm  | Pe  | Diff | Pts |
| ---- | ------------------ | -- | -- | - | -- | -- | -- | --- | --- | ---- | --- |
| 1    | Valladolid RAC (T) | 22 | 21 | 0 | 1  | 17 | 1  | 867 | 421 | +446 | 102 |
| 2    | El Salvador        | 22 | 19 | 0 | 3  | 19 | 2  | 865 | 416 | +449 | 97  |
| 3    | Alcobendas         | 22 | 15 | 1 | 6  | 12 | 3  | 693 | 498 | +195 | 77  |
| 4    | Independiente RC   | 22 | 13 | 0 | 9  | 17 | 6  | 732 | 641 | +91  | 75  |
| 5    | Ordizia RE         | 22 | 13 | 1 | 8  | 13 | 5  | 724 | 538 | +186 | 72  |
| 6    | UE Santboiana      | 22 | 11 | 0 | 11 | 14 | 6  | 684 | 575 | +109 | 64  |
| 7    | FC Barcelone       | 22 | 9  | 0 | 13 | 12 | 3  | 560 | 653 | -93  | 51  |
| 8    | Gernika RT         | 22 | 9  | 0 | 13 | 5  | 3  | 417 | 558 | -141 | 44  |
| 9    | CR Cisneros        | 22 | 7  | 0 | 15 | 12 | 2  | 624 | 775 | -151 | 42  |
| 10   | CR La Vila (P)     | 22 | 7  | 0 | 15 | 7  | 4  | 454 | 613 | -159 | 39  |
| 11   | Hernani CRE        | 22 | 4  | 0 | 18 | 6  | 4  | 364 | 788 | -424 | 26  |
| 12   | Getxo Artea RT     | 22 | 3  | 0 | 19 | 8  | 3  | 436 | 944 | -508 | 23  |

|  | Qualifiés pour les demi-finales (no 1, no 2).           |
|  | Qualifiés pour les barrages (no 3, no 4, no 5, no 6).   |
|  | Barrage pour la relégation en seconde division (no 11). |
|  | Relégué (no 12).                                        |
|  | T : tenant du titre 2017, P : promu 2017.               |

Attribution des points : victoire sur tapis vert : 5, victoire : 4, match nul : 2, défaite : 0, forfait : -2 ; plus les bonus (offensif : 4 essais marqués ; défensif : défaite par 7 points d'écart ou moins).
Règles de classement : ?

### Phase finale
Les deux premiers de la phase régulière sont directement qualifiés pour les demi-finales. En matchs de barrage pour attribuer les deux autres places, le troisième reçoit le sixième et le quatrième reçoit le cinquième. Les vainqueurs affrontent respectivement le deuxième et le premier.
|  | Barrages                | Barrages              |                         |    | Demi-finales   | Demi-finales |  |  | Finale                                         | Finale                                         |
|  | Barrages                | Barrages              |                         |    | Demi-finales   | Demi-finales |  |  | Finale                                         | Finale                                         |
|  |                         |                       |                         |    |                |              |  |  |                                                |                                                |
|  | 6 mai 2018              | 6 mai 2018            |                         |    |                |              |  |  | 26 mai 2018 au Stade José-Zorrilla, Valladolid | 26 mai 2018 au Stade José-Zorrilla, Valladolid |
|  | 6 mai 2018              | 6 mai 2018            |                         |    |                |              |  |  | 26 mai 2018 au Stade José-Zorrilla, Valladolid | 26 mai 2018 au Stade José-Zorrilla, Valladolid |
|  | 6 mai 2018              | 6 mai 2018            | Valladolid RAC          | 44 |                |              |  |  | 26 mai 2018 au Stade José-Zorrilla, Valladolid | 26 mai 2018 au Stade José-Zorrilla, Valladolid |
|  | Club Alcobendas Rugby   | 40                    | Valladolid RAC          | 44 |                |              |  |  | 26 mai 2018 au Stade José-Zorrilla, Valladolid | 26 mai 2018 au Stade José-Zorrilla, Valladolid |
|  | Club Alcobendas Rugby   | 40                    | Independiente Santander | 5  |                |              |  |  | 26 mai 2018 au Stade José-Zorrilla, Valladolid | 26 mai 2018 au Stade José-Zorrilla, Valladolid |
|  | UE Santboiana           | 33                    | Independiente Santander | 5  |                |              |  |  | 26 mai 2018 au Stade José-Zorrilla, Valladolid | 26 mai 2018 au Stade José-Zorrilla, Valladolid |
|  | UE Santboiana           | 33                    |                         |    | Valladolid RAC | 18           |  |  |                                                |                                                |
|  | 6 mai 2018              |                       |                         |    | Valladolid RAC | 18           |  |  |                                                |                                                |
|  |                         | El Salvador Rugby     | 12                      |    |                |              |  |  |                                                |                                                |
|  | Independiente Santander | El Salvador Rugby     | 12                      | 44 |                |              |  |  |                                                |                                                |
|  | Independiente Santander | El Salvador Rugby     | 18                      | 44 |                |              |  |  |                                                |                                                |
|  | Ampo Ordizia RE         | El Salvador Rugby     | 18                      | 38 |                |              |  |  |                                                |                                                |
|  | Ampo Ordizia RE         | Club Alcobendas Rugby | 12                      | 38 |                |              |  |  |                                                |                                                |
|  |                         | Club Alcobendas Rugby | 12                      |    |                |              |  |  |                                                |                                                |

## références
1. ↑  (es) « Heineken apadrina la liga española », sur www.marca.com, 14 septembre 2017